# Stefan Grabiński
Stefan Grabiński (Kamianka-Buzka, 26 de fevereiro de 1887 — Lviv, 12 de novembro de 1936) foi um escritor de horror polaco, também conhecido como "o Poe polaco".

## Carreira
Formou-se, em 1910, em Literatura Polaca e Filologia Clássica, e trabalhou como professor em Lviv e Przemyśl, com intervalos regulares para tratamento devido à tuberculose que desde cedo o afectou. A sua escrita, que aliava o conceito Bergsoniano de élan vital, o novo pensamento científico, principalmente os conceitos de movimento e velocidade de Einstein e a filosofia de Maeterlinck, foi sempre vista como estranha pelo público e crítica gerais.
Da sua obra, que causou sensação no meio literário polaco do início do século XX, destaca-se o conjunto de contos ferroviários Demon ruchu (O Demónio do Movimento).
Alguns dos seus contos foram também adaptados para o cinema.
Morreu de tuberculose em 1936.

### Romances
- Salamandra (1924)
- Cień Bafometa (1926)
- Klasztor i morze (1928)
- Wyspa Itongo (1936)

### Livros de Contos
- Na wgórzu róż (1918)
- Demon ruchu (O Demónio do Movimento) (1919)
- Szalony pątnik (1920)
- Niesamowita opowieść (1922)
- Księga ognia (1922)
- Namiętność (1930)

### Teatro
- Willa nad morzem (Ciemne siły)
- Zaduszki